# Ea Yiêng
Ea Yiêng là một xã thuộc huyện Krông Pắc, tỉnh Đắk Lắk, Việt Nam.
Xã Ea Yiêng có diện tích 24,52 km², dân số năm 1999 là 3636 người, mật độ dân số đạt 148 người/km².